# Elektrostal (stacja kolejowa)
Elektrostal (ros. Электросталь) – stacja kolejowa w miejscowości Elektrostal, w rejonie elektrostalskim, w obwodzie moskiewskim, w Rosji. Położona jest na linii Friaziewo – Elektrostal – Nogińsk.
Na stacji kończy się dwutorowy odcinek linii, biegnący z Friaziewa (z Moskwy). W stronie Nogińska prowadzi linia jednotorowa.

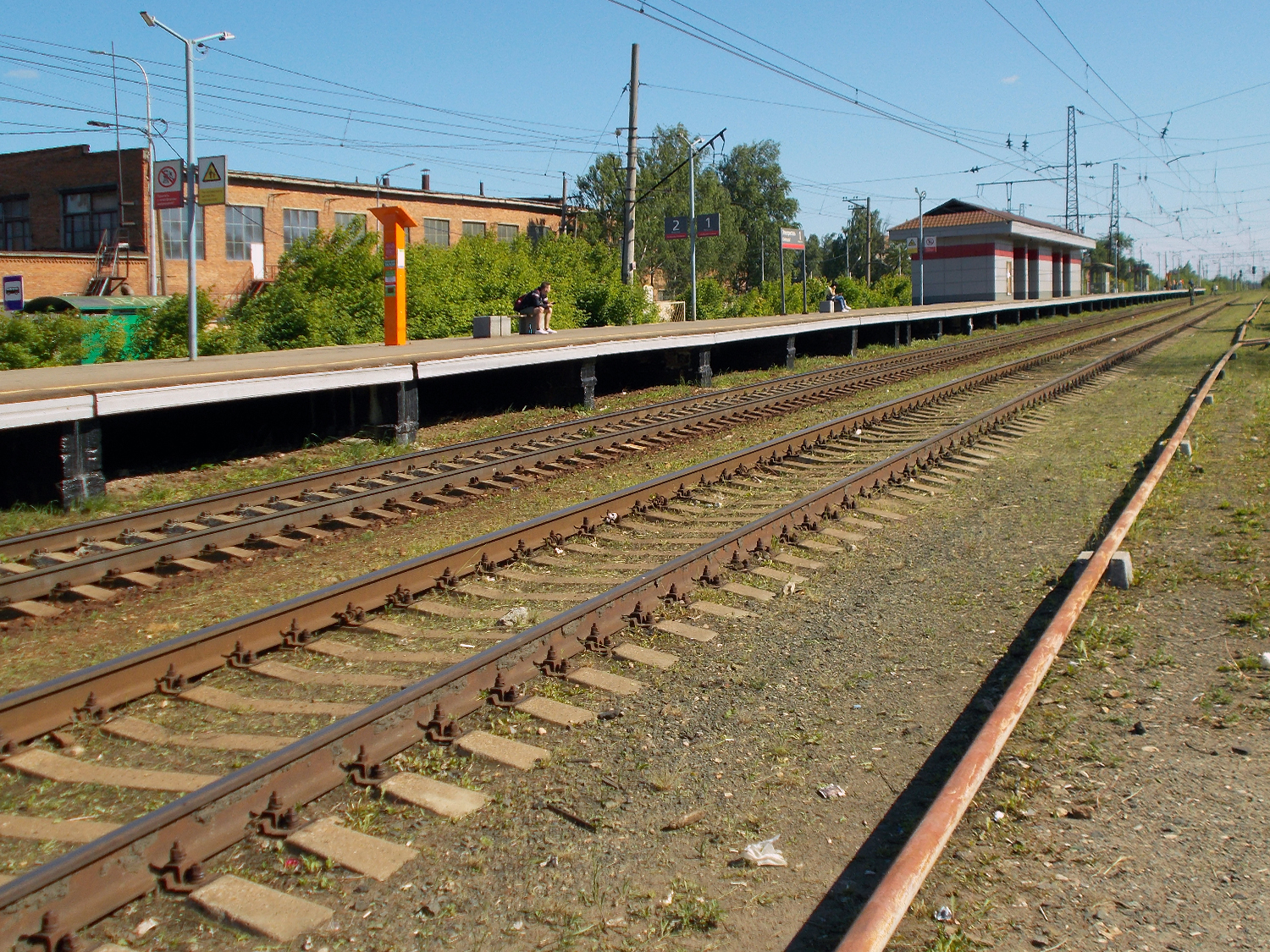
peron; widok w kierunku Moskwy.